# Landaville
Landaville – miejscowość i gmina we Francji, w regionie Grand Est, w departamencie Wogezy.
Według danych z 1990 r. gminę zamieszkiwało 301 osób, a gęstość zaludnienia wynosiła 23 osób/km² (wśród 2335 gmin Lotaryngii Landaville plasuje się na 749. miejscu pod względem liczby ludności, natomiast pod względem powierzchni na miejscu 417.).